# 2017 na ciência
Um número significativo de eventos científicos ocorreu em 2017. A Organização das Nações Unidas declarou 2017 como o Ano Internacional do Turismo Sustentável para o Desenvolvimento.

## Mortes
| Data         | Nome         | Profissão | Nacionalidade | Observações                                                    | Ref         |
| ------------ | ------------ | --------- | ------------- | -------------------------------------------------------------- | ----------- |
| 19 de agosto | Gérard Férey | químico   | França        | m. 1941 Medalha de Ouro CNRS 2010 Medalha Lavoisier (SCF) 2013 | [ 2 ] [ 3 ] |

Prémio Nobel
- Física[4] - Rainer Weiss, Barry C. Barish e Kip Thorne
- Química[5] - Jacques Dubochet, Joachim Frank e Richard Henderson
- Medicina[6] - Jeffrey C. Hall, Michael Rosbash e Michael Warren Young